# Ochetomyrmex bolivianus
Ochetomyrmex bolivianus är en myrart som först beskrevs av Kusnezov 1962.  Ochetomyrmex bolivianus ingår i släktet Ochetomyrmex och familjen myror. Inga underarter finns listade i Catalogue of Life.